# Hidden Canyon Trail
 (juillet 2020).
L'Hidden Canyon Trail est un sentier de randonnée du comté de Washington, dans l'Utah, aux États-Unis. Construit pendant l'été 1928 dans le style rustique du National Park Service, ce sentier du parc national de Zion est inscrit au Registre national des lieux historiques depuis le 14 février 1987.